# Labastide-du-Vert
 Labastide-du-Vert  (en occitano La Bastida del Vèrn) es una población y comuna francesa, situada en la región de Mediodía-Pirineos, departamento de Lot, en el distrito de Cahors y cantón de Catus.
En Labastide-du-Vert tuvo su taller el pintor simbolista Henri Martin, quien murió aquí en 1943.

## Demografía
| 222 | 193 | 185 | 181 | 191 | 215 |
| Para los censos de 1962 a 1999 la población legal corresponde a la población sin duplicidades (Fuente: INSEE [Consultar]) |     |     |     |     |     |